# Giovanni Bianchi (zoólogo)
Giovanni Bianchi, (1693, Rímini – 1775), cuyo nombre latinizado es Janus Plancus (Jano Planco en italiano), y conocido también como Simone Cosmopolita , fue un anatomista, arqueólogo, zoólogo y polígrafo italiano. Escribió numerosos textos de materia anatómica y médica, y se le recuerda también por De Conchis minus notis liber (1739), un trabajo sobre foraminíferos.  Creó un gabinete de curiosidades.
Le están dedicadas numerosas especies, por ejemplo la notable estrella de mar Acanthaster planci.
Está sepultado en la iglesia de San Agustín de Rímini.

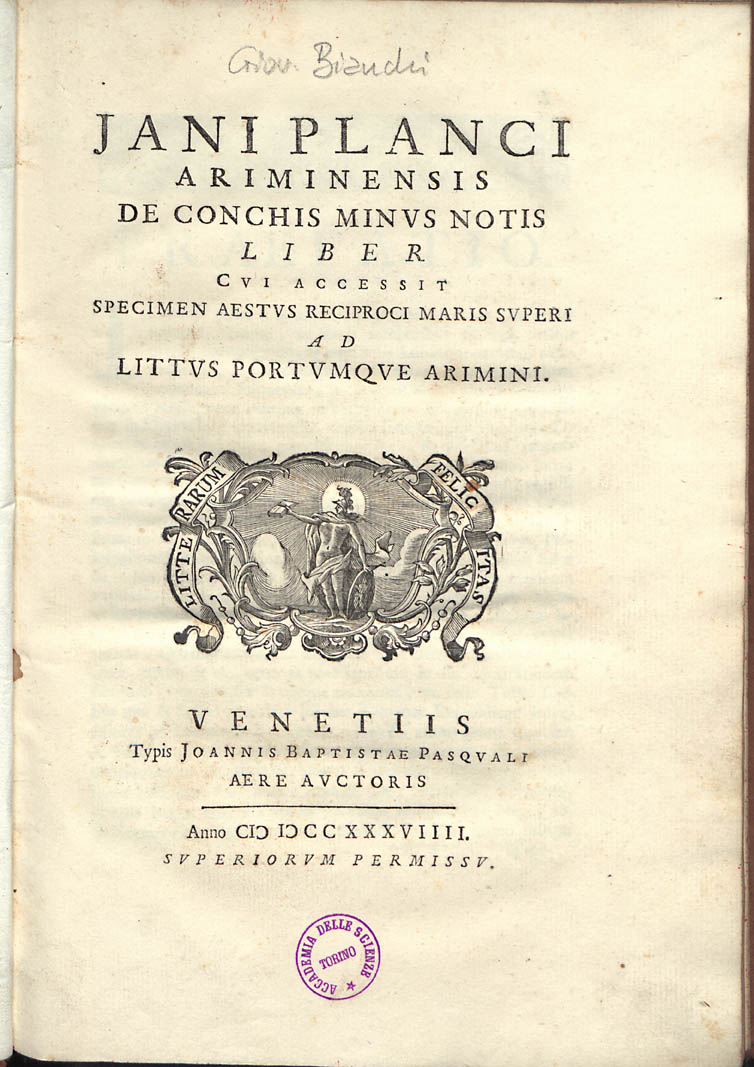
De conchis minus notis liber, 1739

## Obras
- De conchis minus notis liber (en latín). Venezia: Giovanni Battista Pasquali. 1739.